# O.S.T.
O.S.T. é o terceiro álbum de estúdio do grupo de hip hop People Under the Stairs.

## Faixas
1. "Intro" – 4:15
2. "Jappy Jap" – 3:47
3. "The Suite For Beaver Part 1" – 4:26
4. "The Suite For Beaver Part 2" – 4:06
5. "O.S.T. (Original Soundtrack)" (featuring Odell) – 5:13
6. "Empty Bottles Of Water" – 3:29
7. "Jim Sr." – 0:46
8. "The Outrage" – 4:32
9. "The Hang Loose" – 4:02
10. "The Double K Show" – 3:24
11. "Tales Of Kidd Drunkadelic" – 3:03
12. "Keepin' It Live" – 4:36
13. "The Dig" – 3:44
14. "The Heat" – 0:59
15. "Montego Slay" – 4:12
16. "The L.A. Song" – 4:27
17. "8 Is Enuff" – 3:10
18. "Acid Raindrops" (featuring Camel MC) – 4:56
19. "The Joyride" – 4:07
20. "The Breakdown" (featuring Headnodic) – 5:00